# Михайловское муниципальное образование (Свердловская область)
Миха́йловское муниципа́льное образова́ние — муниципальное образование в статусе городского поселения в Нижнесергинском районе Свердловской области.
Административный центр — город Михайловск.

## География
Михайловское муниципальное образование расположено в южной части Нижнесергинского района, граничит на западе с Артинским городским округом, на востоке — с Нязепетровским районом Челябинской области.

## История
Михайловское муниципальное образование образовано в соответствии с Законом Свердловской области от 23.12.2004 года № 229- ОЗ «Об установлении границ вновь образованных муниципальных образований, входящих в состав Нижнесергинского муниципального образования, и наделении их статусом городского или сельского поселения» в 2005 году. В состав муниципального образования вошли город Михайловск и сельские населённые пункты бывших Акбашского, Аракаевского, Красноармейского, Тюльгашского, Урмикеевского и Шокуровского сельских советов.

## Население
| 2010    | 2011    | 2012    | 2013    | 2014    | 2015    | 2016    | 2017    | 2018    |
| ------- | ------- | ------- | ------- | ------- | ------- | ------- | ------- | ------- |
| 15 330  | ↘15 274 | ↘14 903 | ↘14 671 | ↘14 480 | ↘14 378 | ↘14 179 | ↘13 981 | ↘13 710 |
| 2019    | 2020    | 2021    | 2023    |         |         |         |         |         |
| ↘13 496 | ↘13 467 | ↗14 802 | ↘14 706 |         |         |         |         |         |

## Состав городского поселения
| №  | Населённый пункт   | Тип населённого пункта        | Население |
| -- | ------------------ | ----------------------------- | --------- |
| 1  | Акбаш              | село                          | ↘584      |
| 2  | Аракаево           | село                          | ↗504      |
| 3  | Красноармеец       | посёлок                       | ↘586      |
| 4  | Михайловск         | город, административный центр | ↘9714     |
| 5  | Михайловский Завод | посёлок                       | ↘509      |
| 6  | Перепряжка         | деревня                       | ↘230      |
| 7  | Рябиновка          | посёлок                       | ↘70       |
| 8  | Тюльгаш            | село                          | ↘416      |
| 9  | Урмикеево          | деревня                       | ↘694      |
| 10 | Уфа-Шигири         | деревня                       | ↘460      |
| 11 | Шарама             | деревня                       | ↘81       |
| 12 | Шокурово           | село                          | ↗912      |